# Đập Solina

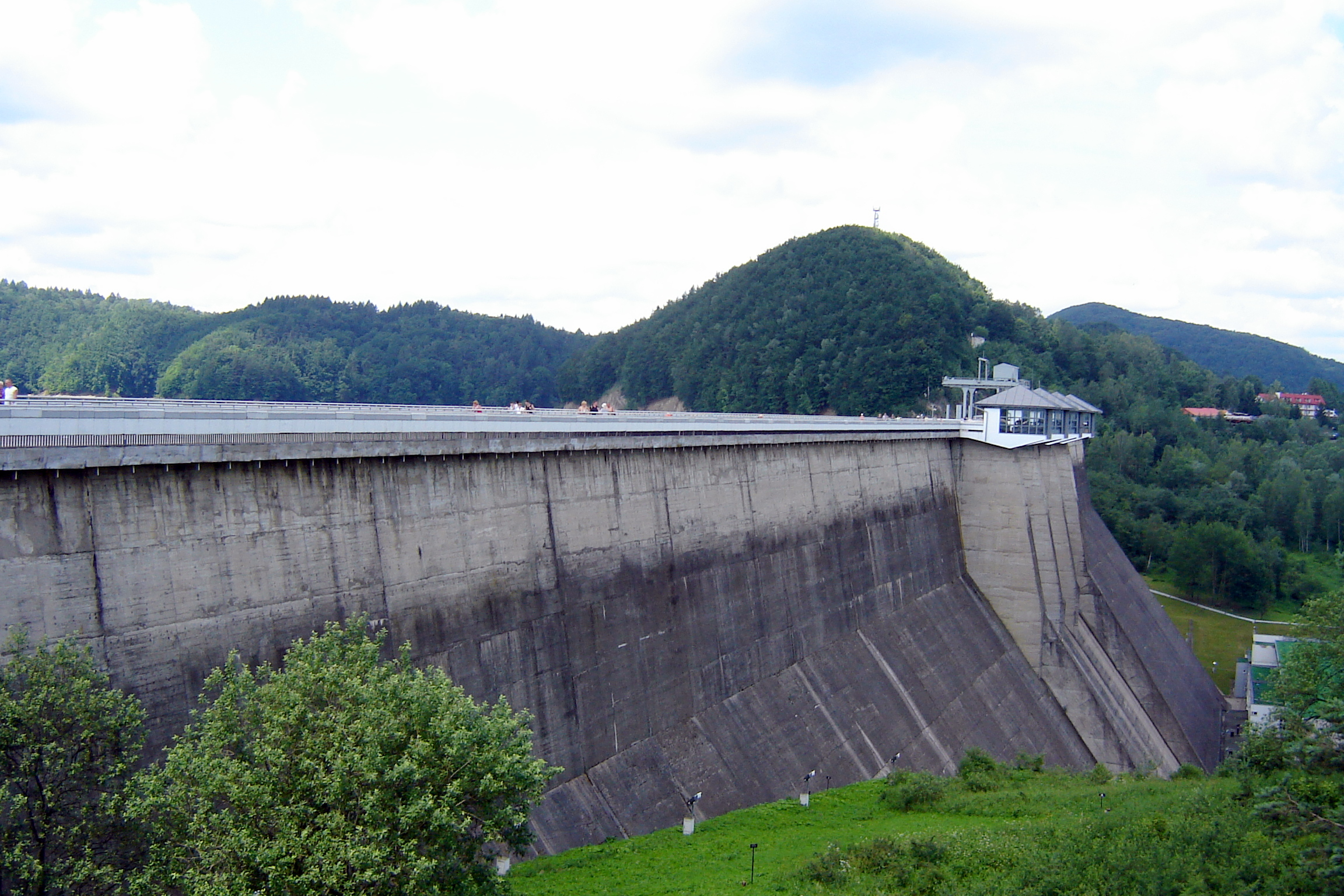
Đập Solina

Đập Solina (tiếng Ba Lan: Zapora Solińska) là con đập lớn nhất ở Ba Lan. Nó nằm ở Solina của Lesko County trong khu vực Bieszczady thuộc miền đông nam Ba Lan.

## Lịch sử
Con sông San chảy qua khu vực này có một vùng đồng bằng lũ lớn và một loạt cơn lũ đã xảy ra, điều này đã thúc đẩy việc xem xét xây dựng một con đập để điều tiết dòng nước. Kế hoạch đầu tiên cho một con đập trong khu vực được đưa ra vào năm 1921 và kêu gọi một con đập nhỏ ở Myczkowce. Dự án đã bắt đầu chậm và với sự khởi đầu của Thế chiến II, do đó nó đã bị hoãn lại. Sau khi chiến tranh kết thúc, các kế hoạch đã được sửa đổi và hiện bao gồm một con đập lớn hơn ở Solina. Nhiều công việc khác nhau bắt đầu vào năm 1953 và đập Myczkowce nhỏ hơn ở hạ lưu, sẽ trở thành đập hỗ trợ, được hoàn thành trong những năm 1956-1960. Năm 1960, công việc bắt đầu dựa trên một thiết kế của Feliks Niczke của Energoprojekt Warszawa. Việc xây dựng được hoàn thành vào năm 1969 và tiêu tốn khoảng 1,5 tỷ zlotys vào năm 1969. Một con đường có chiều dài 57 km (35 mi) cũng được xây dựng như một phần của dự án. 

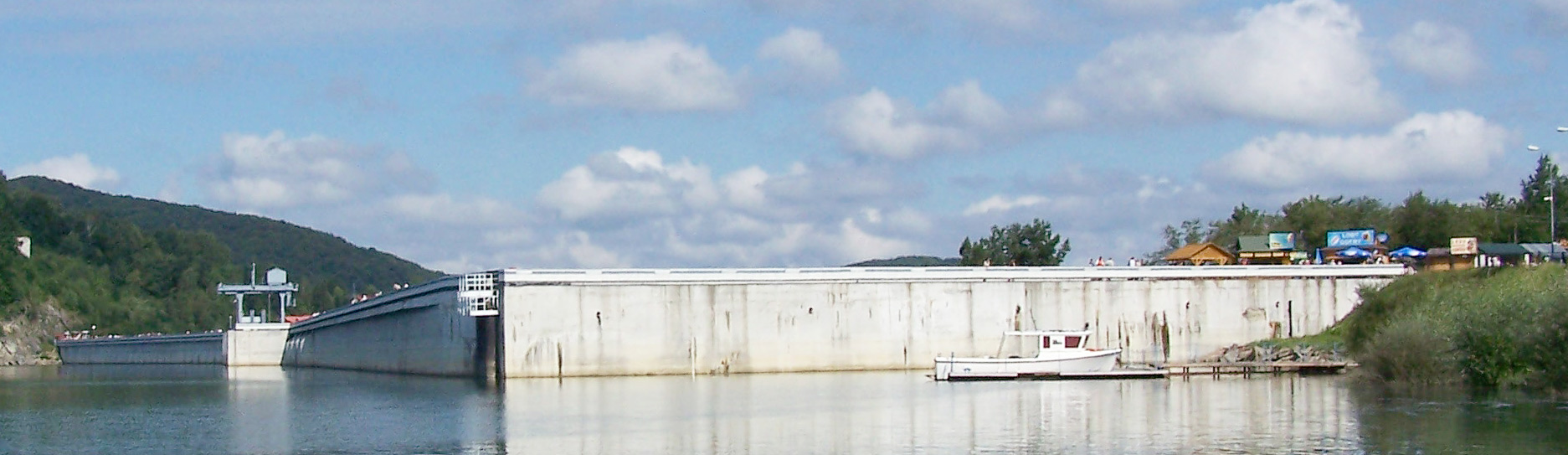
Con đập.

## Con đập
Con đập có chiều dài là 664 m (2.178 ft), 8,8 m (29 ft) chiều rộng ở đỉnh và 81,8 m (268 ft)  chiều cao. Công trình của nó đã tạo ra hồ nhân tạo lớn nhất ở Ba Lan - Hồ Solina. Nó có bốn tuabin ban đầu có khả năng tạo ra 136 MW điện. Là một nhà máy điện lưu trữ được bơm, hai trong số các tuabin cũng có thể đảo ngược dòng chảy và gửi nước từ hồ chứa của đập Myczkowce trở lại hồ Solina để sử dụng trong thời kỳ cao điểm, tối ưu hóa việc phát điện. Bắt đầu từ năm 1995, những nỗ lực đã được thực hiện để hiện đại hóa nhà máy điện. Việc lắp đặt các công nghệ mới từ năm 2000 đến 2003 và thay thế các tua-bin cũ dẫn đến con đập hiện đang tạo ra 200 MW điện trái ngược với 173 MW trước đây.
Đập Solina là một điểm thu hút khách du lịch quan trọng của khu vực. Tour du lịch có sẵn và đập phục vụ như một cây cầu đến bến du thuyền hồ Solina.

## liên kết ngoài
Tư liệu liên quan tới Solina Dam tại Wikimedia Commons